# من شرافت را کنار گذاشتم
من شرافت را کنار گذاشتم (به هندی: Sharafat Chod Di Maine) فیلمی محصول سال ۱۹۷۶ و به کارگردانی جاگدیو بامبری است. در این فیلم بازیگرانی همچون فیروز خان، هما مالینی، نیتو سینگ، آبی باتاچاریا ایفای نقش کرده‌اند.